# Jean Luchaire
Pour les articles homonymes, voir Luchaire.
Jean Louis Gabriel Luchaire, né le 21 juillet 1901 à Sienne (Italie) et mort fusillé le 22 février 1946 au fort de Châtillon, est un journaliste et patron de presse français. Son nom reste associé à la politique collaborationniste en raison de son rôle sous l'Occupation, après avoir été pacifiste dans l'entre-deux-guerres.

## Biographie
Il est le fils de l'écrivain Julien Luchaire et le petit-fils, par sa mère l'éditrice Fernande Dauriac, du philosophe Lionel Dauriac. Il est le filleul du banquier Horace Finaly.
Il épouse, en août 1920, Françoise Besnard (1903-1998), fille du peintre Robert Besnard. De ce mariage naîtront cinq enfants : Corinne (1921-1950), comédienne, Robert (1922-1998), décorateur de cinéma, Monique (1925), Florence (1926-1982), actrice et ballerine, et Jean-François (1929), mort à la naissance.
Jean Luchaire collectionna les aventures féminines, notamment avec des actrices comme Marie Bell, Josseline Gaël, Geneviève Boucher-Fath, Monique Joyce, Mireille Balin, Yvette Lebon et Madeleine Sacquard, alias Maud Sacquard de Belleroche.

### Un promoteur des relations franco-allemandes
Après avoir assisté à la montée du fascisme en Italie, il se consacre au journalisme en France. Il s'oppose au traité de Versailles qu'il juge injuste pour l'Allemagne. Homme de gauche, Luchaire se fait très tôt le promoteur d'un rapprochement entre la France et l'Allemagne. C'est dans cette perspective qu'il soutient la politique extérieure de la France patronale[Quoi ?] entreprise par Aristide Briand. De même en 1932, il apporte son soutien à Léon Blum.
Il fonde, en 1927, le mensuel Notre temps qui appuie une forme de pacifisme raisonné et constructif.
L'historien Pascal Ory explique : « Un futur collaborationniste comme Jean Luchaire est clairement un héritier d'Aristide Briand ».

### Du pacifisme à la collaboration
En 1930, Luchaire fait la connaissance d'Otto Abetz, alors social-démocrate, et noue avec lui une amitié durable. En liaison avec ce dernier, l'équipe de Notre temps participe aux rencontres franco-allemandes du Sohlberg en Forêt-Noire (juillet-août 1930), de Rethel dans les Ardennes (août 1931) et de Mayence (mars 1932). Ces rencontres donnent naissance au Comité d'entente des jeunesses pour le rapprochement franco-allemand, présidé par Jean Luchaire. Malgré le changement de régime intervenu en Allemagne, Luchaire s'obstine dans la conviction que l’établissement d’une paix définitive passe par une politique de conciliation entre les deux pays. Il écrit en 1933 : « Européens, nous devons traiter avec les gouvernements européens quels qu'ils soient. […] Stresemann était plus sympathique qu'Hitler mais Hitler, c'est l'Allemagne. […] Au surplus, ce qui compte essentiellement à nos yeux, c'est la paix. La liberté n'est le plus précieux des biens qu'à condition de vivre ».

### L'Occupation

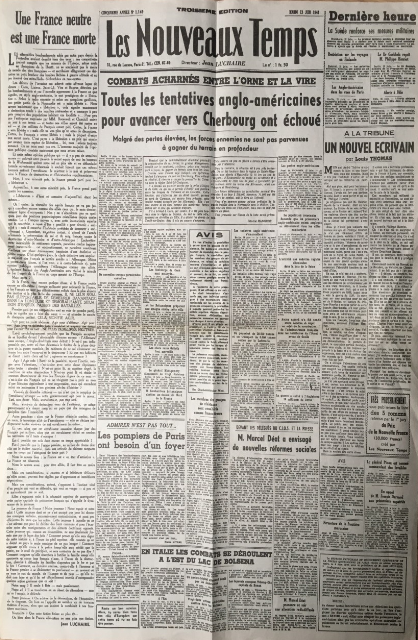
Une du journal collaborationniste Les Nouveaux Temps fondé par Jean Luchaire, paru le 13 juin 1944.

La défaite de la France dans la bataille de 1940 rapproche encore davantage Luchaire et Abetz, devenu alors ambassadeur du Troisième Reich à Paris. En novembre 1940, Luchaire fonde le journal collaborationniste Les Nouveaux Temps et occupe dès lors une place considérable dans la presse parisienne. Fidèle au gouvernement de Vichy, il devient le président de l'Association de la presse parisienne, en 1941, et préside la Corporation nationale de la presse française, organisme qui, d'une part, en imposant à tous les petits journaux moyennant finances un éditeur de presse du clan Luchaire, et, d'autre part, en étant contrôlé par un commissaire du gouvernement qui n'est autre que Jean Luchaire lui-même, concentra entre ses mains le contrôle idéologique de toute la presse collaborationniste en zone occupée.
Deux jours après l'exécution de Georges Mandel (7 juillet 1944), il signe (avec l'amiral Platon, Déat, Brinon, etc.) une déclaration commune (dite « appel des 29 ») auprès de Pétain, visant à remettre en cause Pierre Laval, qu'ils jugent trop tiède face à l'offensive anglo-américaine en Normandie, et demandant un gouvernement formé de « personnalités indiscutables ».
Quelques jours avant la libération de Paris (août 1944), il se réfugie, en compagnie de Marcel Déat et de Fernand de Brinon, à Sigmaringen, où Philippe Pétain a été emmené par les Allemands. Il est nommé commissaire à l'Information au sein de la Commission gouvernementale pour la défense des intérêts français, présidée par Fernand de Brinon. Directeur du journal La France, quotidien en langue française destiné aux exilés de Sigmaringen, qui paraîtra jusqu'en mars 1945, il dirige aussi une radio, Ici la France.
Lors de la défaite de l'Allemagne et de la chute du gouvernement en exil en avril 1945, il tente, sans succès, d'obtenir le droit d'asile politique au Liechtenstein et en Suisse avec sa famille et Marcel Déat. Il est arrêté par les Américains dans les Alpes italiennes, à Merano, à la mi-mai 1945 puis livré aux Français.
Ramené à Paris, il est traduit en justice pour collaboration avec l'ennemi devant la Haute Cour de justice en janvier 1946. Il est condamné à mort, malgré le témoignage en sa faveur d'Otto Abetz (qui écope de vingt ans de travaux forcés en 1949), et est exécuté le 22 février au fort de Châtillon, aux côtés d'un ancien inspecteur des RG.

## Témoignages
Contrairement à lui, son père Julien Luchaire choisit le camp de la Résistance. Julien Luchaire laisse un témoignage de son déchirement entre ses convictions et son fils dans un ouvrage intitulé Confession d'un Français moyen, dont le premier tome est publié en 1943, et le second en 1965.
Corinne Luchaire, comédienne et fille de Jean Luchaire, a publié quant à elle, juste avant sa mort prématurée en 1950, un ouvrage autobiographique (Ma drôle de vie, 1949) qui constitue un document intéressant sur sa situation de fille d'un personnage en vue de la collaboration.
Dans son autobiographie La nostalgie n'est plus ce qu'elle était, Simone Signoret évoque le souvenir de Jean Luchaire, dont elle a été la secrétaire. Neveu par sa mère de Françoise Besnard, l'épouse de Jean Luchaire, Daniel Filipacchi, indique dans son autobiographie que son oncle aurait été le premier amant de Simone Signoret[réf. souhaitée].

## Publications
- Les Rapports franco-italiens et la question yougoslave, Florence, Vita latina, Ligue latine de la jeunesse, 1919.
- Problèmes du jour, Paris, A. Delpeuch, 1924.
- Un plan de liquidation financière de la guerre. L'Évacuation rhénane par le règlement des réparations et des dettes interalliées, Paris, [?], 1928.
- Une génération réaliste, Paris, Valois, Bibliothèque syndicaliste, 1929.
- Les Anglais et nous. L'Action britannique contre la France jusqu'au 13 décembre 1940, Paris, éditions du Livre moderne, 1941.
- Partage du pouvoir, patrons et salariés, Paris, éditions Balzac, 1943.
- De l'Union fédérale européenne à la réforme de l'État français, Paris, 86 rue Claude-Bernard, sans date.

#### Sur son activité sous l'Occupation
- Claude Lévy, Les Nouveaux Temps et l'Idéologie de la collaboration, Librairie Armand Colin et Fondation Nationale des Sciences Politiques, 1974
- Henry Rousso, Un château en Allemagne, Sigmaringen 1944-1945, Ramsay, 1980  (ISBN 2-85956-146-3). Réédité en 1999 sous le titre Pétain et la Fin de la collaboration : Sigmaringen 1944-1945, éditions Complexe  (ISBN 2-87027-138-7)
- Cédric Meletta, Jean Luchaire. l'enfant perdu des années sombres (1901-1946), Paris, Perrin, 2013.

#### Sur son procès
- Quatre procès de trahison devant la Cour de justice de Paris : Paquis, Bucard, Luchaire, Brasillach. Réquisitoires et Plaidoiries, Paris, Les Éditions de Paris, 1947.
- Les Procès de collaboration : Fernand de Brinon, Joseph Darnand, Jean Luchaire. Compte rendu sténographique, Paris, Albin Michel, 1948.